# Varhaník u sv. Víta
Varhaník u sv. Víta je němý český film z roku 1929 režiséra Martina Friče.

## Výroba
Film se natáčel ve filmovém studiu Kavalírka, exteriérové scény byly natočeny v lokacích Pražského hradu. Frič se inspiroval knihou Billyho Bitzera The Love Flower (Květina lásky). Uprostřed natáčení zkrachoval a spáchal sebevraždu producent Vladimír Stránský, i přes tuto tragickou událost se však snímek podařilo dokončit.

## Obsazení
| Karel Hašler        | varhaník                    |
| Oscar Marion        | malíř Ivan                  |
| Suzanne Marwille    | varhaníkova schovanka Klára |
| Ladislav H. Struna  | vyděrač Josef Falk          |
| Otto Zahrádka       | Klářin otec                 |
| Marie Ptáková       | abatyše                     |
| Vladimír Smíchovský | hospodský                   |
| Josef Kobík         | prodavač ryb                |
| Milka Balek-Brodská | služebná u malíře Ivana     |
| Roza Schlesingerová | žena na lavičce v chráma    |
| Václav Wasserman    | nový varhaník               |